# Anchitestudinella mekongensis
Anchitestudinella mekongensis is een raderdiertjessoort uit de familie Testudinellidae. De wetenschappelijke naam van deze soort is voor het eerst geldig gepubliceerd in 1973 door Bērzinś.